# 王天存
王天存（1898年—1939年9月），山西天镇县人，中国近代军事人物。

## 生平
少时家贫，早年曾任中华民国国军任班长。后率部为匪，抢劫蒙古人马匹。抗日战争初期有部众400余人，后发展到千余人，占恒山为王，流窜于大同、阳高、天镇、浑源一带。1938年期间，曾一度为八路军收编，由杨成武和邓华改编，聂荣臻批准，将其部队编入独立第一师第二团，担任团长。因不服约束，叛离中共抗日部队，欲投靠阎锡山领取军饷。1939年9月，被伪军头目乔日成所杀，时年40岁。